# Dolomedes angustivirgatus
Dolomedes angustivirgatus là một loài nhện trong họ Pisauridae.
Loài này thuộc chi Dolomedes. Dolomedes angustivirgatus được Kyukichi Kishida miêu tả năm 1936.